# Eisenbahnunfall von Nowy Dwór
Der Eisenbahnunfall von Nowy Dwór war ein Eisenbahnunfall, der sich am 22. Oktober 1949 bei Nowy Dwór zugetragen haben soll.

## Meldung
Am 22. Oktober 1949 sei bei „Nowy Dwór“, ein Ortsname, der in Polen mehrfach vorkommt, ein von Danzig nach Warschau fahrender Schnellzug in einer Kurve entgleist. Die Lokomotive und einige Wagen seien umgestürzt. Dabei seien 200 Menschen ums Leben gekommen, womit es einer der schwersten Eisenbahnunfälle der Zeit wäre. Ein ähnlicher Hergang sollte 1952 zu dem ebenfalls dubiosen Eisenbahnunfall von Rzepin beschrieben werden.
Allerdings gab es damals keine Bestätigung. Das damalige Regime hat grundsätzlich Informationen über Verkehrs-, Industrie- oder Bergbaukatastrophen zu unterdrücken versucht. Vor allem im beginnenden Kalten Krieg war es kaum möglich, solche Meldungen vom Ausland aus zu überprüfen.
Auch nach der politischen Wende gab es nie eine Bestätigung des Unfalls. Es sind keinerlei Dokumente oder Zeugenberichte (von Ortsanwohnern, Mitarbeitern von Rettungsdiensten und Krankenhäusern, Militär und Polizei, Überlebenden oder Angehörigen von Opfern) aufgetaucht oder bekannt geworden. Nach der Wende fanden sich in den meisten Fällen, in denen solche Unfälle verschwiegen worden waren, Unterlagen oder Zeugen – auch wenn der Schadensumfang viel kleiner war. Falls Aufzeichnungen zu dem Unfall im Auftrag des Regimes vernichtet wurden oder verloren gingen, Augenzeugen zur Zeit der Wende bereits verstorben, weggezogen, oder geflohen waren, müssten dazu alle derartigen Zeugnisse verloren sein.

## Ursprüngliche Quelle
Die älteste bekannte Quelle ist eine Meldung der Presseagentur Associated Press, die in zahlreichen amerikanischen Regionalzeitungen am 24. und 25. Oktober 1949 veröffentlicht wurde und sich auf „inoffizielle, aber vertrauenswürdige Quellen“ beruft. Davon ausgehend wurde die Information in Bereichen der Fachliteratur und später dem Internet weiter tradiert. Das im Internet kursierende Foto von der Unfallstelle stammt in Wirklichkeit aus einer Sammlung der Library of Congress und zeigt einen amerikanischen Eisenbahnunfall aus den 1910er Jahren.

## Verbreitung
Internet
- HistoryOrb erwähnt es als Einzeiler und nicht als Falschmeldung. Als Klon auch unter Take me back abrufbar.
- N.N.: „Katastrofy kolejowe w Polsce, w 1949 r. mogło zginąć nawet 200 osób“. Drei kurze Sätze in: Tygodnik Zamojski vom 4. März 2012.